# Côte des Blancs

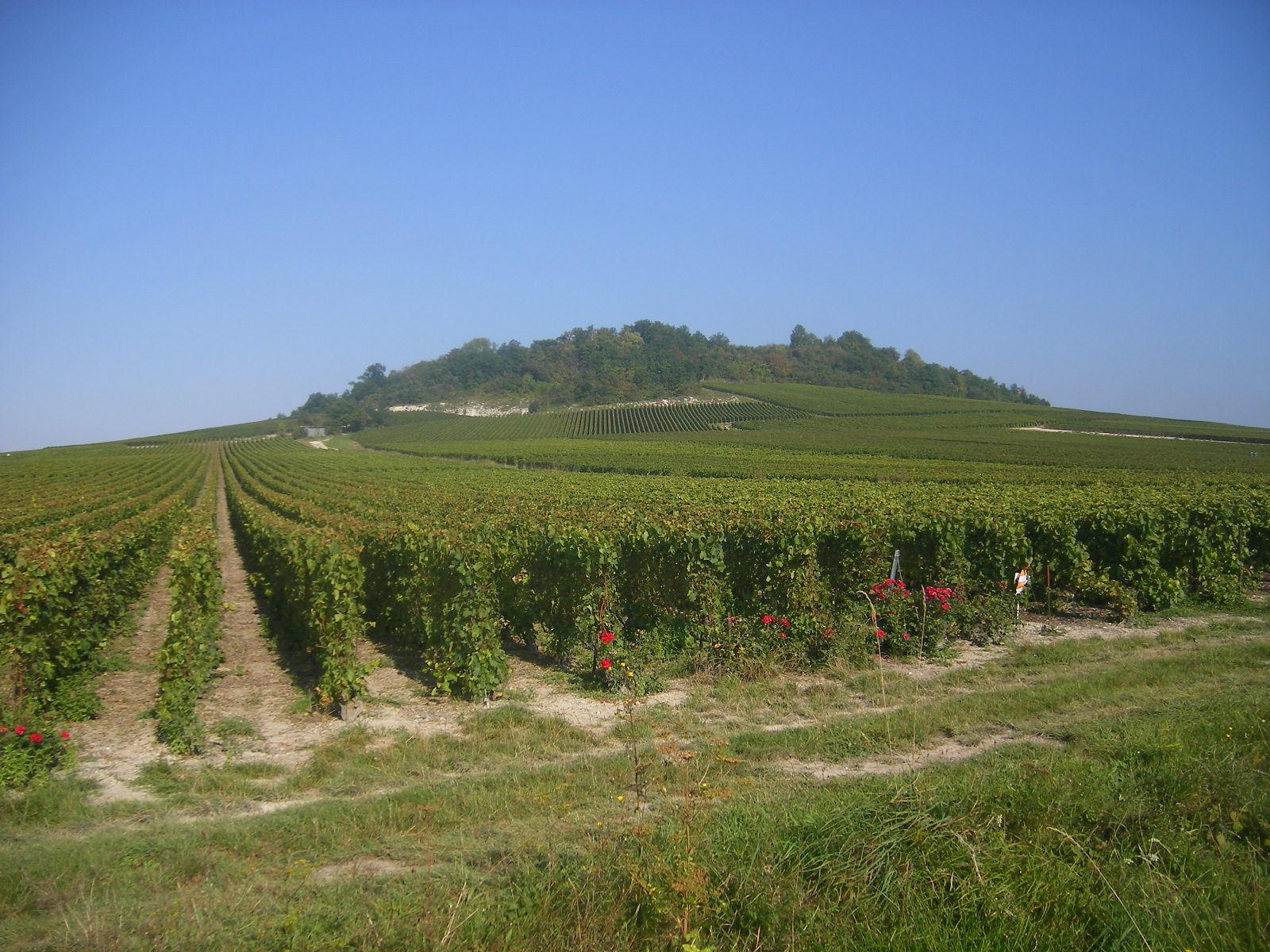
De druiven op de krijtgrond bij de Mont-Aimé

De Côte des Blancs is een wijngebied in Noord-Frankrijk. Het is geen Appellation d'Origine Contrôlée maar deel van de A.C. Champagne.
De Côte des Blancs is een Noord-Zuid lopende heuvelrug van krijt en kalksteen en steekt ongeveer 250 meter boven het omliggende land uit. De strook is 20 kilometer lang en omvat 3.313 hectare wijnbouw. Daarvan is 90% met chardonnay beplant. De chardonnay geeft de champagnes "elegantie, lichtvoetigheid en verfijning".
De druiven van de Côte des Blancs worden geteeld op de wijngaarden van de champagnehuizen of door contractboeren als fruit verkocht aan diezelfde huizen. Ze brengen veel geld op want ze zijn bij de assemblage van de vintage champagnes en veel van de cuvées voor de prestige van die huizen onontbeerlijk. 
De op het oosten gerichte wijngaarden liggen op de krijtgrond van de "coteaux au Sud d'Épernay". Op deze kammen wordt vrijwel uitsluitend het druivenras chardonnay, met witte druiven, verbouwd. Het is daarom dat de krijtrug tussen Cramant, Avize, Oger en Le Mesnil-sur-Oger de "Côte des Blancs" wordt genoemd.
De gemeenten op de heuvelrug staat op de lijst van grand cru-gemeenten van de Champagne. Dat betekent dat alle druiven uit de wijngaarden binnen deze gemeenten, ongeacht de bodem en de ligging, een "grand cru" champagne leveren. Het gaat om Avize, Chouilly, Cramant, Le Mesnil-sur-Oger, Oger en Oiry.
Ieder van de terroirs rond deze gemeenten draagt volgens het wijnhuis Boizel iets bijzonders bij aan de champagnes; Chouilly (bloemen), Le Mesnil-sur-Oger (mineralen), Cramant (kracht en elegantie) en Vertus (fruit). 
De met vooral blauwe, de Fransen zeggen "zwarte", druiven van de rassen Pinot Noir en in mindere mate Pinot Meunier
beplante heuvelrug tussen Ay en Trépail wordt wel de "Côte des Noirs" genoemd.
De krijtgrond heeft bijzondere eigenschappen die de kwaliteit van de druiven begunstigen. De krijtgrond raakt niet snel uitgedroogd en heeft eveneens goede waterafvoerende eigenschappen. De wortels van de druivenstokken moeten ver in de krijt doordringen en dat komt de kwaliteit van de druiven ten goede. Druiven van wijnstokken die het moeilijk hebben zijn van betere kwaliteit dan de druiven van stokken die op plaatsen staan waar de stok niet voor zijn leven moet vechten. De witte bovengrond reflecteert het zonlicht wat in een zo noordelijk gelegen wijnstreek als de Champagne geen overbodige luxe is.
De wijnboeren van de noordelijke en onbeschut liggende Côte des Blancs worden soms met nachtvorst in het voorjaar geconfronteerd. Omdat de chardonnay vroeg uitbot is deze variëteit daarvoor juist kwetsbaar.
Op de krijtgronden komen verschillende beschermde dieren voor, waaronder vleermuizen en bidsprinkhanen. 
champagne · 
Dom Pérignon · 
champagnehuis · 
méthode traditionnelle · 
roséchampagne · 
rosé de saignée ·  
pinot noir · 
pinot meunier · 
chardonnay · 
voltis · 
échelle des crus · 
grand cru · 
premier cru · 
tête de cuvée · 
taille · 
Montagne de Reims · 
Côte des Blancs · 
coteaux champenois · 
alcoholische gisting · 
malolactische fermentatie · 
assemblage · 
réserve · 
liqueur de tirage · 
sur lattes · 
prise de mousse · 
mousse · 
à point · 
remuage · 
dégorgement · 
liqueur d'expédition · 
millésime · 
monocépage · 
clos · 
blanc de blancs · 
blanc de noirs · 
brut sans année · 
kometenwijn · 
cuvée de prestige · 
dosage · 
muselet · 
brut · 
formaat van champagneflessen · 
afkortingen op etiketten